# Главный Стан
Гла́вный Ста́н — село в районе имени Полины Осипенко Хабаровского края, в прошлом — посёлок золотодобытчиков. Входит в состав Бриаканского сельского поселения. Связано с райцентром дорогой с твёрдым покрытием.

## Население
| 1992 | 2002 | 2010 | 2011 | 2012 | 2021 |
| ---- | ---- | ---- | ---- | ---- | ---- |
| 279  | ↘207 | ↘146 | →146 | ↘142 | ↘59  |

## Улицы
- ул. Медработников,
- ул. Новая,
- ул. Центральная.